# Werkraum Bregenzerwald
De Werkraum Bregenzerwald is een vereniging (letterlijk "werkkamer Bregenzerwald") is een vereniging van ambachtslieden en handelaars in het Bregenzerwald in de Oostenrijkse deelstaat Vorarlberg. Het werd opgericht in 1999.
Toen de vereniging werd opgericht, waren bijna een derde van de leden timmerlieden. In 2009 telde de Werkraum Bregenzerwald 90 ambachtelijke, design- en technologiebedrijven als verenigingsleden.

## Doel

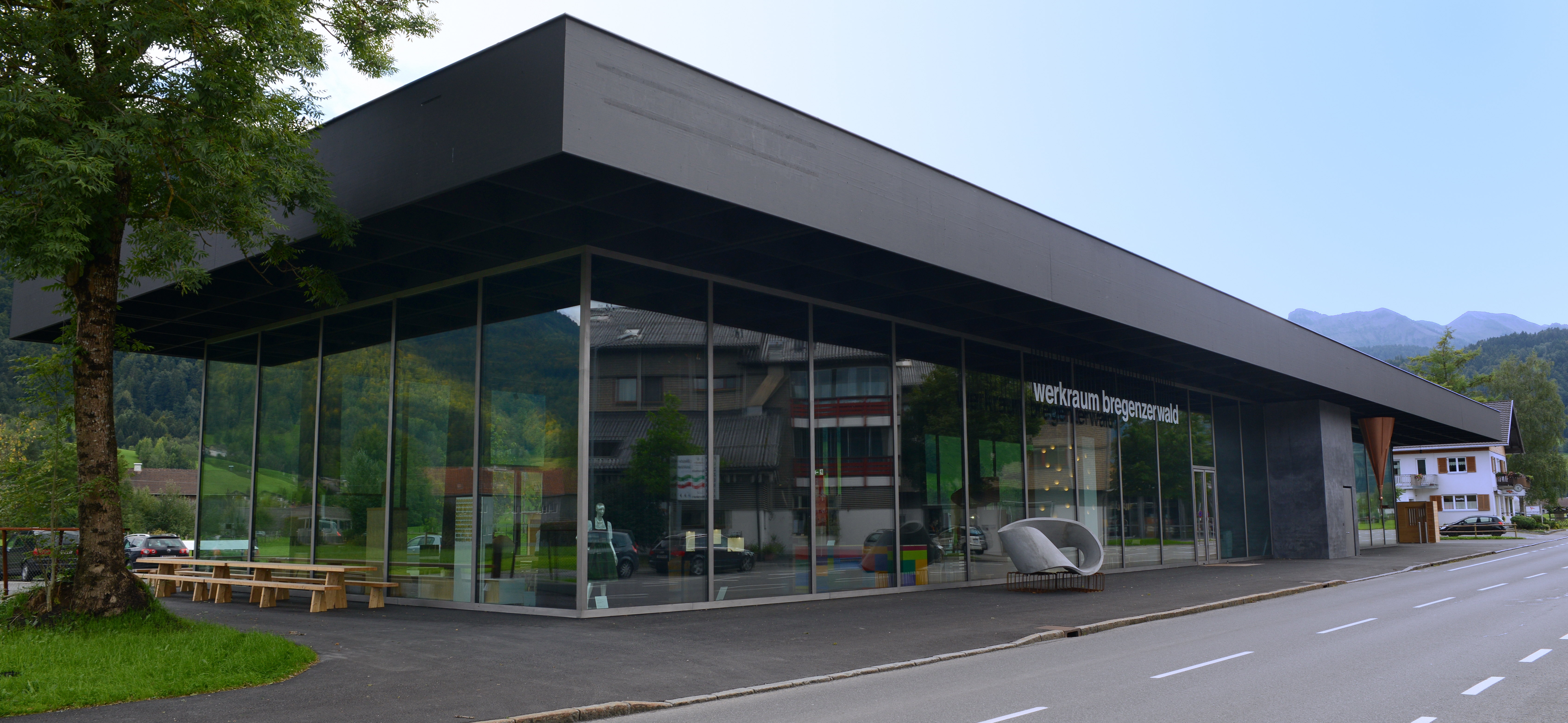
The Werkraumhaus in Andelsbuch

De Werkraum Bregenzerwald biedt zijn leden geïnstitutionaliseerde ondersteuning op het gebied van ledenservice, product- en ontwerpinnovatie, onderwijs en training en bouwcultuur. Door netwerken tussen ambachtslieden te ondersteunen en op te zetten, draagt de Werkraum Bregenzerwald bij aan de regionale economische en culturele ontwikkeling. Tegenwoordig wordt de vereniging internationaal erkend als model voor nieuwe ambachten. 
"Ons initiatief is geen retrospectieve utopie, geen reactie op een crisis. Het is een programma voor de toekomst om de jongeren in deze vallei het vooruitzicht te bieden op onafhankelijk, competitief werk en een authentiek leven." – Werkraum Bregenzerwald

## Werkraumhaus
In 2013 opende het Werkraumhaus in het centrum van Andelsbuch. Het huis was ontworpen door de bekende Zwitserse architect Peter Zumthor en gebouwd door de aangesloten bedrijven van de Werkraum Bregenzerwald. Het ontwerp is gebaseerd op twee ideeën: enerzijds dient het halachtige gebouw als ontmoetingsplaats en anderzijds als grote vitrine, als etalage voor de ambachtscultuur in het Bregenzerwald. De kosten voor de bouw van het gebouw bedroegen 3,8 miljoen euro.
Het Werkraumhaus organiseert tentoonstellingen, workshops, prijsvragen en lezingen over ambacht en bouwcultuur, evenals presentaties van producten uit de werkplaatsen van de aangesloten bedrijven. Bovendien bevat het een winkel en een café.

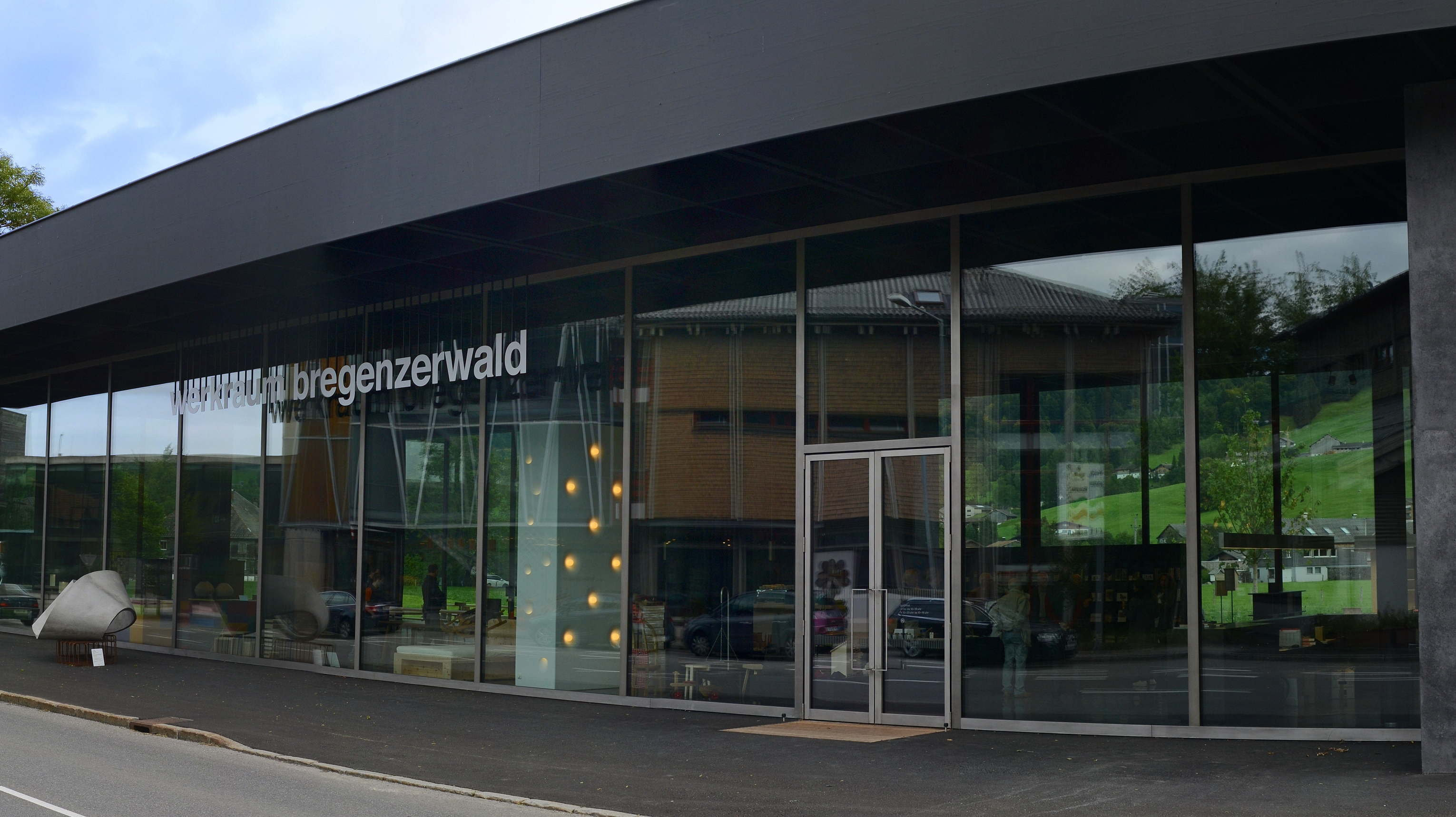
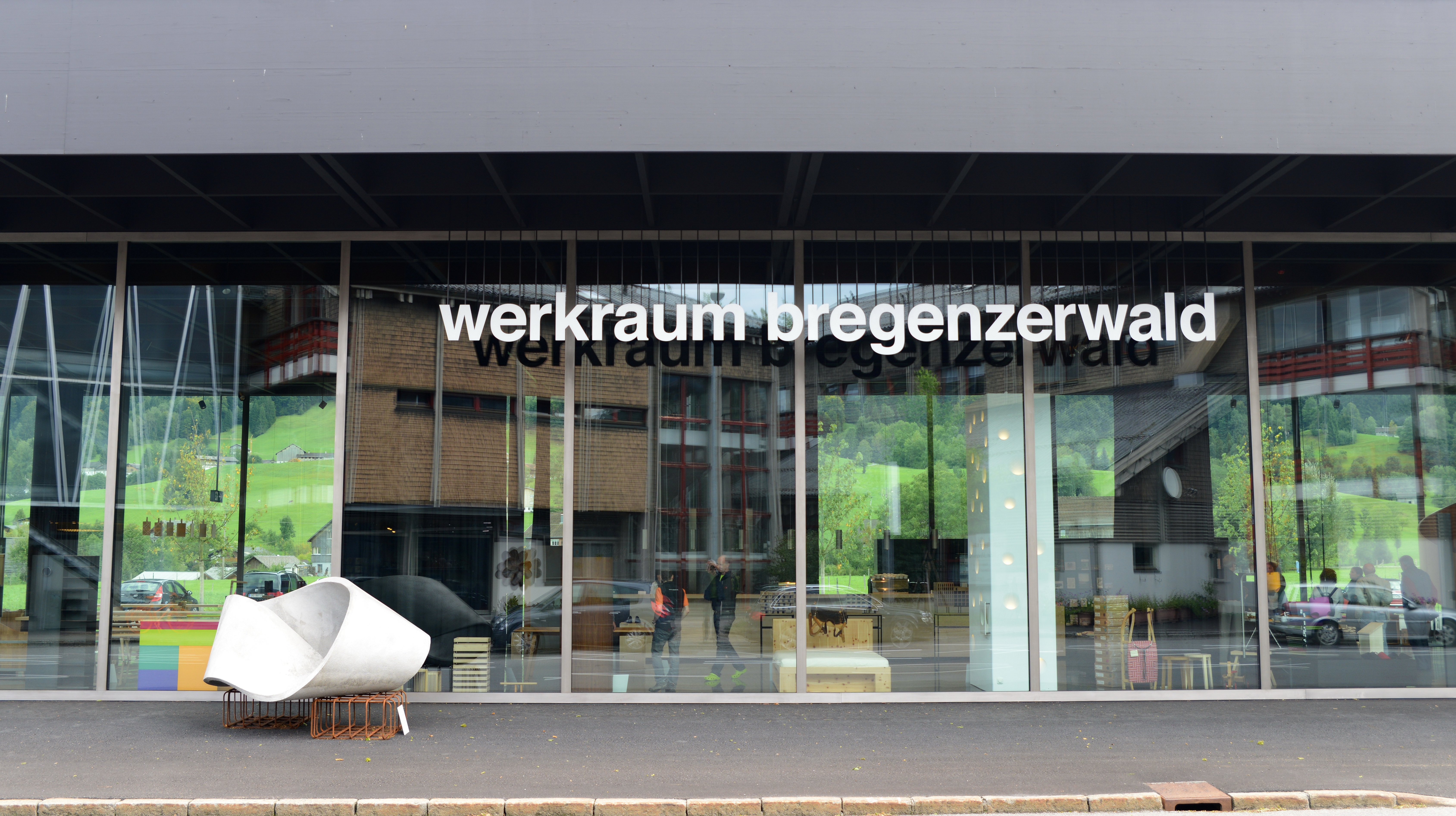
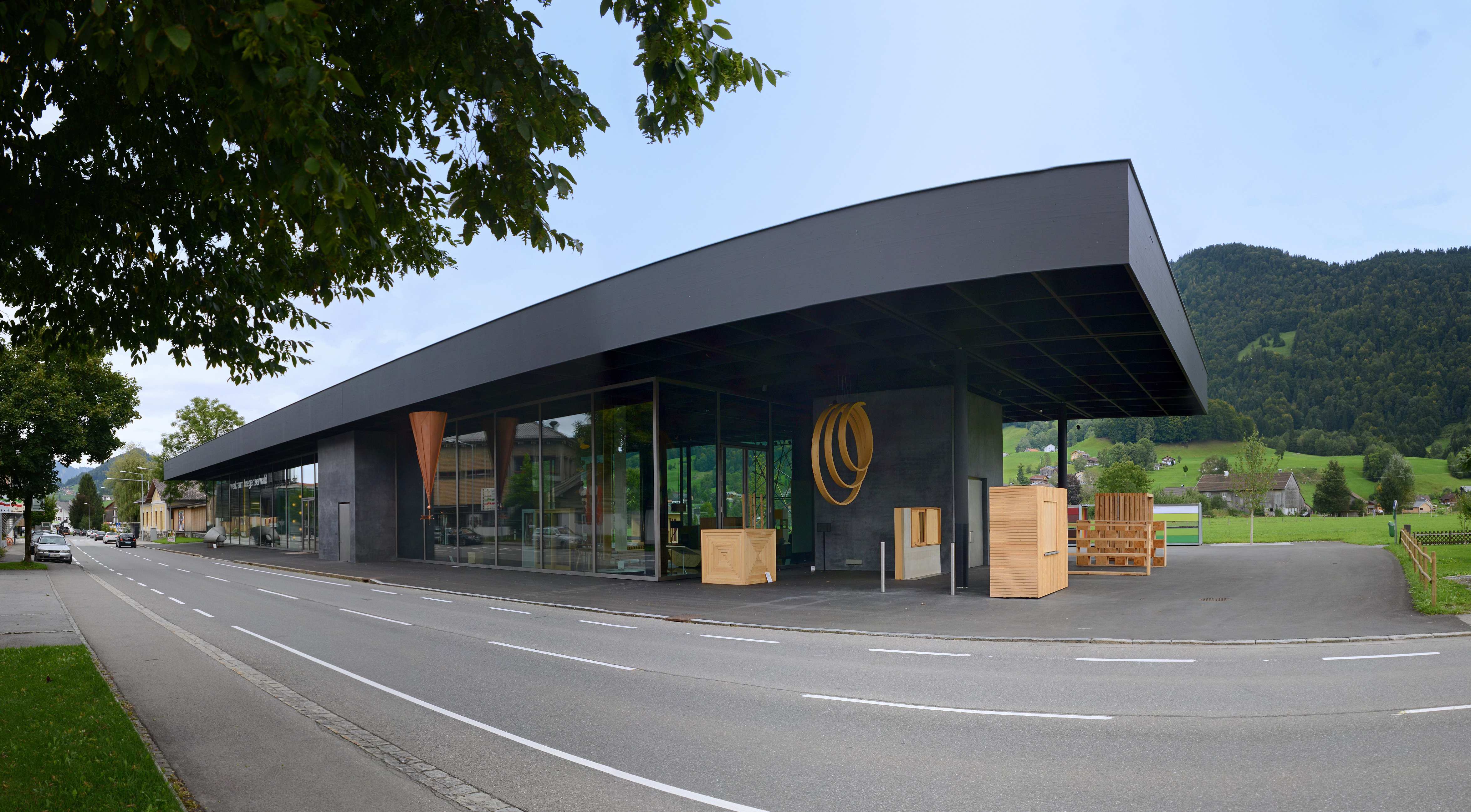

## Werkraum Lädolar
Handvaardigheidsonderwijs aan kinderen en jongeren is een essentieel onderdeel van het Werkraum-programma. De Werkraum Lädolar is een display- en leermobiel voor leerlingplaatsen in het ambacht. De Lädolars hebben de grootte van een tafel. De ontwikkeling en fabricage van deze mobiele lescontainers is in handen van leerlingen, meesters en ontwerpers. De Lädolar kan overal worden ingezet waar gebundelde en ervaren kennis van de ambachtelijke beroepen nodig is en kan op aanvraag worden geleend.
Met de Werkraum Lädolar ontving de Werkraum Bregenzerwald een nominatie voor de Oostenrijkse Staatsprijs voor Design 2009.

## Prijzen
Het Werkraumhaus-gebouw van architect Peter Zumthor ontving drie architectuurprijzen:
- BTV Bauherrenpreis 2013[14][15]
- ZV Bauherrenpreis 2014[16]
- 7. Vorarlberger Hypo-Bauherrenpreis 2015[17]

Op de UNESCO-conferentie in Addis Abeba (Ethiopië) in 2016 werd de Werkraum Bregenzerwald opgenomen in het "Internationaal register van goede praktische voorbeelden voor het behoud van het immaterieel cultureel erfgoed".